# Đại học Hoàng gia Phnôm Pênh
Đại học Hoàng gia Phnôm Pênh (RUPP) là một trường đại học nghiên cứu quốc gia của Campuchia, được thành lập vào năm 1960. Trường hiện có hơn 20000 sinh viên và 3 khu trường sở, có các Khoa: Khoa học xã hội và nhân văn, Khoa học, Viện ngoại ngữ. Trường có khoảng 200 giảng viên, trong đó có 7 tiến sĩ, 66 thạc sĩ. Có 176 cán bộ công nhân viên hành chính.

## Lịch sử
Đại học Hoàng gia Phnôm Pênh bắt đầu với tên gọi Đại học Hoàng gia Khmer năm 1960 với ban đầu có Viện nghiên cứu Tư pháp và Kinh tế quốc gia, Trường Y Hoàng gia, Trường Thương mại Hoàng gia, Viện Sư phạm quốc gia, Khoa Văn và Khoa học nhân văn, Khoa Khoa học Công nghệ. Ngôn ngữ giảng dạy trong thời kỳ này là tiếng Pháp. Với sự thành lập Cộng hòa Khmer năm 1970, Đại học Hoàng gia Khmer trở thành Đại học Phnôm Pênh. Giữa 1965 và 1975, trường có 9 khoa: Cao đẳng Sư phạm, Văn khoa và Nhân văn, Khoa học, Dược khoa, Luật và Kinh tế, Y khoa và Nha khoa, Thương mại, Sư phạm, Viện ngoại ngữ. Trong thời kỳ Khmer Đỏ thống trị, trường đại học này cũng như các trường khác trên toàn quốc bị đóng cửa do chính quyền coi giáo dục là một nơi nguy hiểm, nhiều giảng viên bị giết, chỉ có một số ít sống sót. Đây là giai đoạn đen tối nhất của trường. Năm 1980, Cao đẳng Sư phạm mở cửa lại, giảng dạy bằng tiếng Pháp. Năm 1980, Viện Ngoại ngữ bắt đầu, ban đầu đào tạo giáo viên tiếng Việt và tiếng Nga. Năm 1988 Cao đẳng Sư phạm và Viện Ngoại ngữ được sáp nhập để lập Đại học Phnôm Pênh và năm 1996, trường được đổi tên như ngày nay. Năm 2001, trường bắt đầu đào tạo thạc sĩ phát triển du lịch.